# Línea 178 (EMT Madrid)
La línea 178 de la EMT de Madrid une la Plaza de Castilla con Montecarmelo.

## Características
El 25 de septiembre de 2004 se estableció una línea provisional de Servicio Especial (SE753 entre Plaza Castilla y Montecarmelo a través de la Autovía de Madrid a Colmenar Viejo). No efectuaba paso por Mirasierra, yendo directamente del hospital Ramón y Cajal al puente de Tres Olivos y entrando al barrio por la Avenida de Montecarmelo y girando después a la Avenida Monasterio de Silos. Además, la zona sur del barrio solo estaba cubierta por esta línea en sentido Plaza de Castilla. Al año, el 16 de noviembre de 2005, se crea esta línea 178 al suprimirse el Servicio Especial, ampliando la cobertura a todo el PAU y la parte norte de Mirasierra. Comparte origen y destino con la línea 134 pero esta es más directa, usando la autovía M-607 en vez de atravesar el Barrio del Pilar.
En diciembre de 2009 se reubicó su cabecera en Plaza de Castilla en la isla 4 del intercambiador, situada en superficie.

### Frecuencias
| Lunes a viernes laborables |               |
| De 6:00 a 7:00             | 10-14 minutos |
| De 7:00 a 9:00             | 7-10 minutos  |
| De 9:00 a 22:00            | 8-15 minutos  |
| De 22:00 a 23:00           | 13-23 minutos |
| Sábados laborables         |               |
| De 6:00 a 9:00             | 16-22 minutos |
| De 9:00 a 21:00            | 16-18 minutos |
| De 21:00 a 23:00           | 17-24 minutos |
| Domingos y festivos        |               |
| De 7:00 a 23:00            | 23-26 minutos |

## Recorrido y paradas

### Sentido Montecarmelo
La línea inicia su recorrido en la dársena 47 de la terminal de superficie del intercambiador de Plaza de Castilla. Desde aquí sale al Paseo de la Castellana en dirección norte, circulando por el mismo hasta el final e incorporándose a la autovía M-607 girando a la izquierda.
La línea recorre esta autovía hasta la salida de Mirasierra, donde toma la travesía de la Costa Brava, que va a parar a la calle de la Costa Brava. A continuación circula por esta calle hasta girar a la derecha por la calle del Monasterio de las Huelgas, calle por la que sale de Mirasierra y entra en Montecarmelo.
Al final de la calle Monasterio de las Huelgas, la línea gira a la derecha para circular por la Avenida del Monasterio de Silos, que recorre hasta el final, tomando la Avenida del Monasterio de El Escorial, donde tiene su cabecera.
| Código | Parada                                       | Común con                                               | Conexiones con Metro y Cercanías       | Otros |
| ------ | -------------------------------------------- | ------------------------------------------------------- | -------------------------------------- | ----- |
| 5609   | PLAZA CASTILLA (intercambiador - dársena 47) |                                                         | Plaza de Castilla                      |       |
| 1487   | Castellana-José Vasconcelos                  | 66 67 124 134 135 147 173 174 175 176 179 SE704         |                                        |       |
| 1488   | Castellana-Marqués Torrelaguna               | 66 173 174 175 176 SE704                                |                                        |       |
| 2653   | Cuatro Torres                                | 66 173 174 175 176 SE704                                |                                        |       |
| 3252   | Castellana-Hospital La Paz                   | 173 174 175 176 712 713 716 721 722 724 725 726 815 876 | Begoña                                 |       |
| 3670   | Hospital Ramón y Cajal                       | 175 712 713 714 716 721 722 724 725 726                 |                                        |       |
| 3918   | Carretera de Colmenar-Badalona               | 175 712 713 716                                         |                                        |       |
| 3620   | Travesía Costa Brava                         |                                                         |                                        |       |
| 3621   | Centro Universitario Villanueva              |                                                         |                                        |       |
| 1762   | Costa Brava-La Masó                          | 134                                                     |                                        |       |
| 1760   | Costa Brava-Fuenfría                         | 134                                                     |                                        |       |
| 3623   | Paco de Lucía                                | 134 170                                                 | Paco de Lucía Mirasierra-Paco de Lucía |       |
| 3634   | Monasterio Huelgas-Monasterio Paular         | 134                                                     |                                        |       |
| 2864   | Monasterio Silos-Monasterio Huelgas          | 134 170                                                 |                                        |       |
| 2968   | Monasterio Silos-Monasterio Montesclaros     | 134 170                                                 |                                        |       |
| 2970   | Monasterio Silos-Avenida Montecarmelo        | 134 170                                                 |                                        |       |
| 1021   | Metro Montecarmelo                           | 134 170                                                 | Montecarmelo                           |       |
| 1022   | Monasterio Silos-Monasterio Liébana          | 134 170                                                 |                                        |       |
| 1025   | Monasterio Silos-Monasterio Sobrado          | 134 170                                                 |                                        |       |
| 3279   | MONTECARMELO (C/ Monasterio de Arlanza)      | 134                                                     |                                        |       |

### Sentido Plaza de Castilla
La línea empieza su recorrido en la Avenida del Monasterio de El Escorial, circulando por ésta hasta girar a la izquierda por la Avenida del Santuario de Valverde. Recorre esta avenida hasta el final, girando a la izquierda de nuevo por la Avenida del Monasterio de Silos, que abandona en la siguiente intersección girando a la derecha por la calle de Monasterio de las Huelgas.
A través de esta calle, la línea sale de Montecarmelo y entra en Mirasierra girando a la izquierda por la calle Costa Brava. Desde este punto, y hasta la cabecera, el recorrido de vuelta es igual al de ida pero en sentido contrario aunque sin pasar por la travesía de la Costa Brava, ya que se incorpora directamente de la calle a la carretera. 
| Código | Parada                                       | Común con                          | Conexiones con Metro y Cercanías       | Otros |
| ------ | -------------------------------------------- | ---------------------------------- | -------------------------------------- | ----- |
| 3279   | MONTECARMELO (C/ Monasterio de Arlanza)      | 134                                |                                        |       |
| 1026   | Monasterio Escorial-Monasterio Sobrado       | 134 170                            |                                        |       |
| 1028   | Monasterio Escorial-Monasterio Liébana       | 134 170                            |                                        |       |
| 1029   | Metro Montecarmelo                           | 134 170                            | Montecarmelo                           |       |
| 3626   | Monasterio Escorial-Avenida Montecarmelo     | 134 170                            |                                        |       |
| 3628   | Monasterio Escorial-Montesclaros             | 134 170                            |                                        |       |
| 3627   | Monasterio Escorial-Monasterio Huelgas       | 134 170                            |                                        |       |
| 3625   | Santuario Valverde-Monasterio Silos          | 134 170                            |                                        |       |
| 3624   | Monasterio Huelgas-Monasterio Silos          | 134 170                            |                                        |       |
| 3635   | Monasterio Huelgas-Monasterio Paular         | 134 170                            |                                        |       |
| 3622   | Paco de Lucía                                | 134 170                            | Paco de Lucía Mirasierra-Paco de Lucía |       |
| 1759   | Costa Brava-Fuenfría                         | 134                                |                                        |       |
| 1761   | Costa Brava-La Masó                          | 134                                |                                        |       |
| 1763   | Centro Universitario Villanueva              |                                    |                                        |       |
| 955    | Hospital Ramón y Cajal                       | 175                                |                                        |       |
| 5521   | Castellana-Hospital La Paz                   | 173 175 176                        | Begoña                                 |       |
| 3933   | Cuatro Torres                                | 67 124 134 135 173 175 176 179     |                                        |       |
| 1526   | Castellana-Luis Esteban                      | 67 124 134 135 147 173 175 176 179 |                                        |       |
| 1527   | Castellana-Matilde Landa                     | 67 124 134 135 147 173 175 176 179 |                                        |       |
| 5609   | PLAZA CASTILLA (intercambiador - dársena 47) |                                    | Plaza de Castilla                      |       |